# El Chol
El Chol är en kommunhuvudort i Guatemala.   Den ligger i departementet Departamento de Baja Verapaz, i den centrala delen av landet, 40 km norr om huvudstaden Guatemala City. El Chol ligger 1 095 meter över havet och antalet invånare är 2 391.
Terrängen runt El Chol är kuperad söderut, men norrut är den bergig. Terrängen runt El Chol sluttar söderut. Runt El Chol är det ganska tätbefolkat, med 70 invånare per kvadratkilometer. Närmaste större samhälle är San Pedro Ayampuc, 20,0 km söder om El Chol. I omgivningarna runt El Chol växer huvudsakligen savannskog.